# Cedric (nome)
Cedric  è un nome proprio di persona inglese maschile.

## Varianti
- Maschili: Cedrick

### Varianti in altre lingue
- Francese: Cédric

## Origine e diffusione
È un nome inventato da Sir Walter Scott per un personaggio del suo romanzo del 1819 Ivanhoe (opera che diffuse anche i nomi Ivanhoe e Rowena). Sembra essere basato (forse per un errore di trascrizione) su Cerdic, nome di un re semileggendario del regno di Wessex durante il VI secolo. 
L'origine di Cerdic è incerta: secondo alcune interpretazioni è di origine inglese antica, secondo altre no; potrebbe essere collegato al nome bretone Caratacos, derivato dal celtico car che significa "amore".

## Onomastico
Non esistono santi che portano questo nome, quindi è adespota. L'onomastico può essere festeggiato in occasione di Ognissanti, il 1º novembre.

## Persone

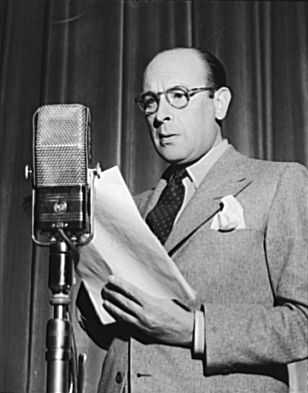
Cedric Hardwicke

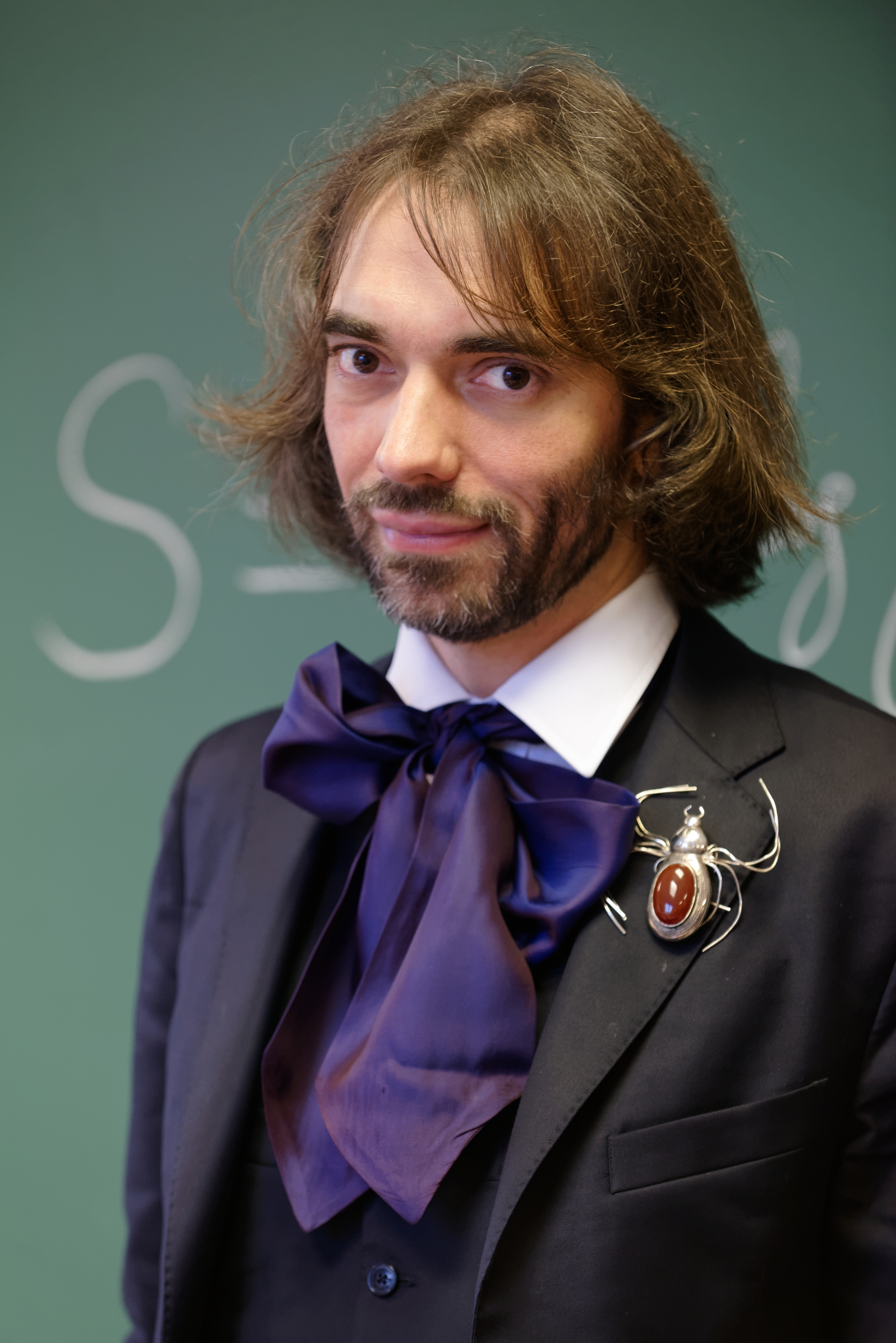
Cédric Villani

- Cedric Bozeman, cestista statunitense
- Cedric Ceballos, cestista statunitense
- Cedric Bixler Zavala, cantante e musicista statunitense
- Cedric Gibbons, scenografo irlandese naturalizzato statunitense
- Cedric Glover, cestista statunitense
- Cedric Hardwicke, attore britannico
- Cedric Henderson, cestista statunitense
- Cedric Henderson, cestista statunitense, omonimo del precedente
- Cedric Jackson, cestista statunitense
- Cedric Lewis, cestista statunitense
- Cedric Maxwell, cestista e allenatore di pallacanestro statunitense
- Cedric Simmons, cestista statunitense
- Cedric the Entertainer, attore e comico statunitense

### Variante Cédric
- Cédric Bardon, calciatore francese
- Cédric Desbrosse, rugbista a 15 e organizzatore di eventi francese
- Cédric Gracia, biker francese
- Cédric Heymans, rugbista a 15 francese
- Cédric Kahn, regista francese
- Cédric Klapisch, regista e sceneggiatore francese
- Cédric Makiadi, calciatore della Repubblica Democratica del Congo
- Cédric Soares, calciatore portoghese
- Cédric Soulette, rugbista a 15 e imprenditore francese
- Cédric Villani, matematico francese

### Variante Cedrick
- Cedrick Hordges, cestista statunitense

## Il nome nelle arti
- Cedric è un personaggio del romanzo di Walter Scott Ivanhoe.
- Cedric è un personaggio del fumetto e della serie animata W.I.T.C.H..
- Cédric è un personaggio dell'omonima serie animata francese.
- Cedric è un personaggio del videogioco Dark Chronicle.
- Cèdric è un personaggio del 2000 Quasi niente, diretto da v.
- Cedric Daniels è un personaggio della serie televisiva The Wire.
- Cedric Diggory è un personaggio della serie di romanzi e film Harry Potter, creato da J. K. Rowling.
- Cedric Errol è un bambino di sette anni protagonista  del romanzo di Frances Hodgson Burnett Il piccolo Lord e delle opere da esso tratte.
- Cedric McDragon è un personaggio della serie animata Grisù.
- Cedric Titus è uno pseudonimo usato da Norbert Davis.
- Cedric è l'antagonista principale della serie animata Sofia la principessa.